# Stazione di Cagliari Genneruxi
La stazione di Genneruxi è una fermata tranviaria a servizio dell'omonimo quartiere, della linea 1 della rete tranviaria di Cagliari (Metrocagliari).

## Storia
La fermata è stata costruita ex novo nel 2007  in seguito alla trasformazione in tranvia del tratto urbano della ferrovia Cagliari - Isili (prima della sua costruzione esisteva solo un binario di corsa), e inaugurata il 17 marzo 2008 assieme all'intera linea 1. 

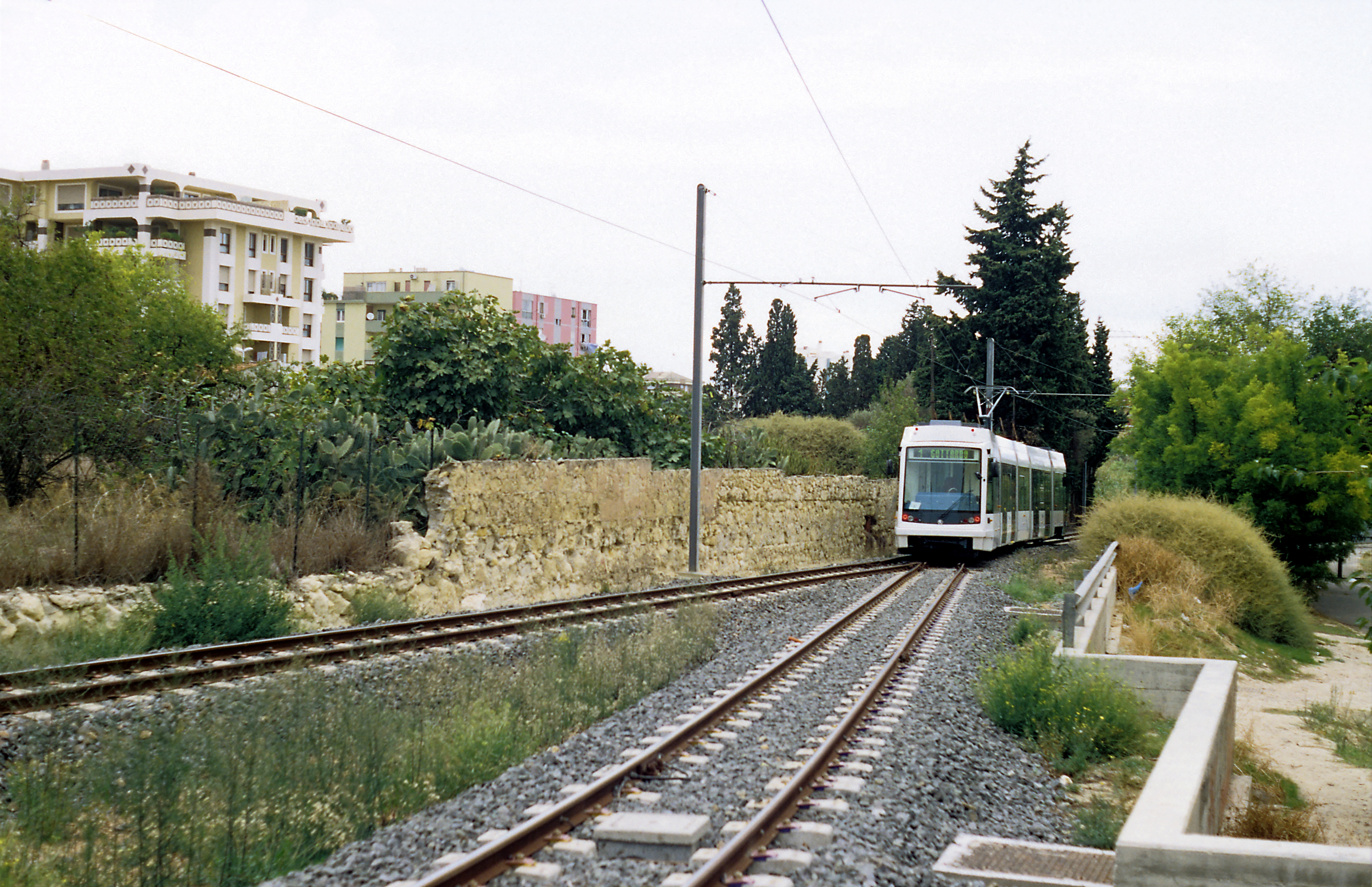
Un tram in direzione San Gottardo durante i test nel 2007

## Struttura dell'impianto
È costituita solamente da una banchina a isola con pensilina dotata di tabelloni elettronici.